# 살생석

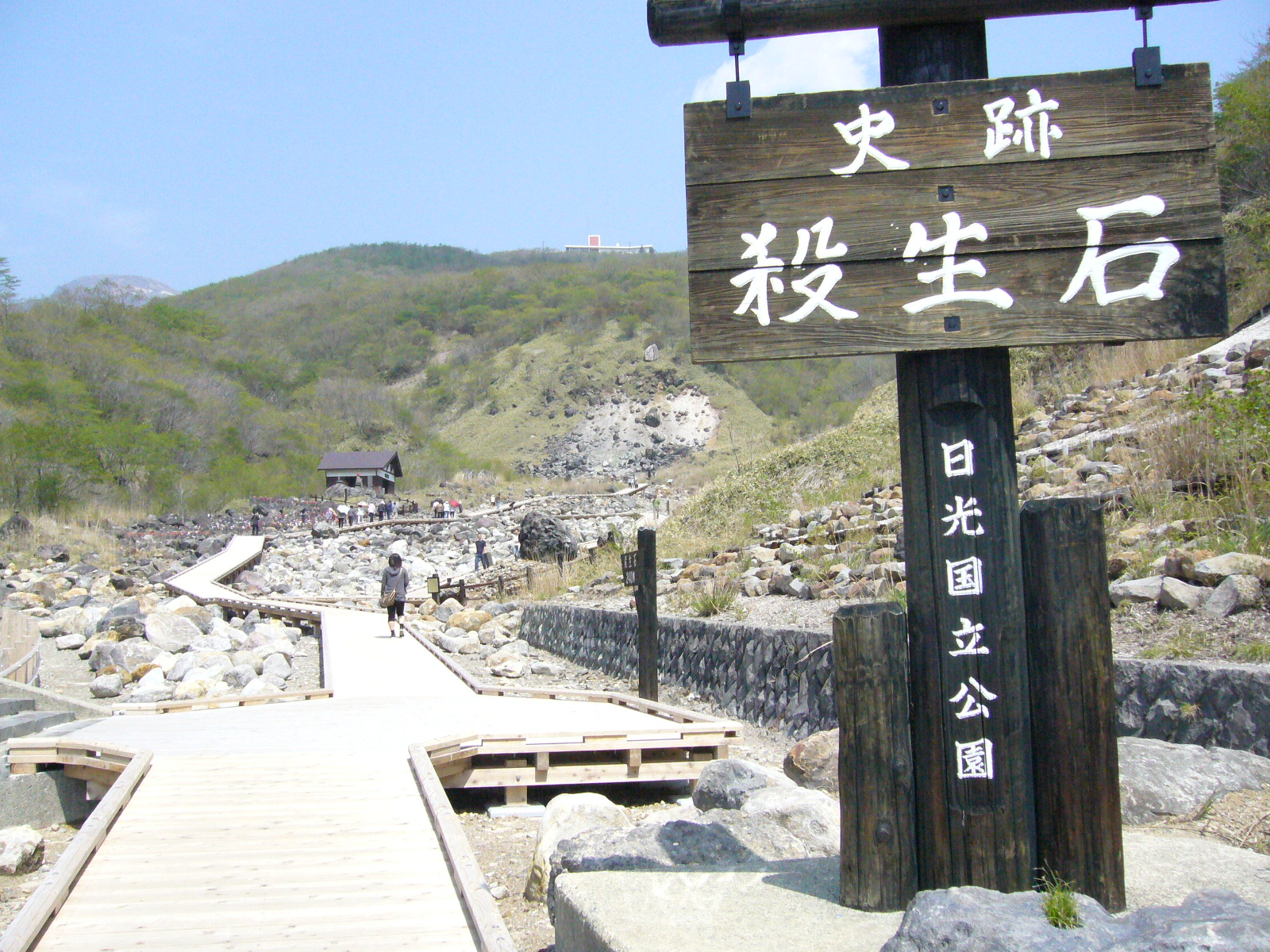

살생석(일본어: 殺生石 셋쇼우세키[*])은 도치기현 나스정의 나스 유모토 부근에 있다. 이 부근에는 황화수소, 아황가스 등 유독성 기체가 끊임없이 분출하기에 짐승이 접근하면 그 생명을 빼앗는 살생석이라고 예부터 알려져 있었다. 현재는 관광명소가 되었으며, 변함없이 관광객도 많이 방문한다.  그러나 가스 배출량이 많은 경우 출입이 제한된다. 
이 바위는 도바일왕시절 다마모노마에의 원혼으로 그녀의 진짜모습은 백면금모구미호로 그녀가 등장하면서 모든 사람들이 그녀에게게 홀리게되어 국정이 망가지게되면서  
이 바위에 그녀의 혼이 봉인되게된다. 

일본의 전통 공연인 노(能)의 공연 작품의 소재가 되었다.

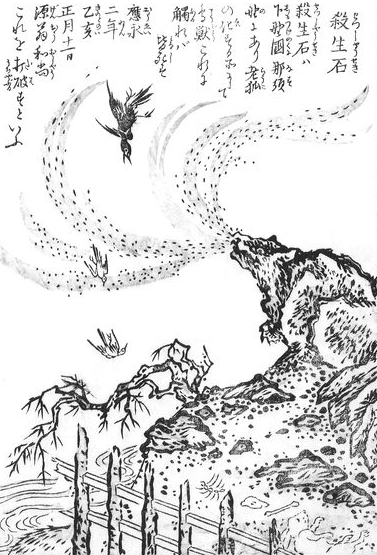
토리야마 세키엔이 그린 살생석.